# 10031 Владарнольда
10031 Владарнольда (10031 Vladarnolda) — астероїд головного поясу, відкритий 7 вересня 1981 року.
Тіссеранів параметр щодо Юпітера — 3,358.